# Parrella
A Parrella a csontos halak (Osteichthyes) főosztályának a sugarasúszójú halak (Actinopterygii) osztályába, ezen belül a sügéralakúak (Perciformes) rendjébe, a gébfélék (Gobiidae) családjába és a Gobiinae alcsaládjába tartozó nem.

## Rendszerezés
A nembe az alábbi 5 faj tartozik:
- Parrella fusca Ginsburg, 1939
- Parrella ginsburgi Wade, 1946
- Parrella lucretiae (Eigenmann & Eigenmann, 1888)
- Parrella macropteryx Ginsburg, 1939
- Parrella maxillaris Ginsburg, 1938 - típusfaj